# Chimica matematica
La chimica matematica è l'area di ricerca impegnata nell'applicare la matematica alla chimica in modo originale e non ovvio; si interessa principalmente di modelli matematici applicati ai fenomeni chimici. La chimica matematica non deve essere confusa con la chimica computazionale.
Le maggiori aree di ricerca della chimica matematica includono:
- la teoria chimica dei grafi, la quale si occupa di argomenti quali lo studio matematico dell'isomeria e lo sviluppo di descrittori topologici (detti anche indici topologici), i quali trovano applicazione nelle relazioni quantitative struttura-proprietà;
- aspetti chimici della teoria dei gruppi, i quali trovano applicazioni in stereochimica e in chimica quantistica;
- aspetti topologici della chimica (topologia molecolare).

Il termine "chimica matematica" venne coniato da Georg Helm, che nel 1894 pubblicò il trattato Grundzüge der mathematischen Chemie (Principi di Chimica matematica). Alcune pubblicazioni periodiche internazionali specializzate in questo campo sono MATCH Communications in Mathematical and in Computer Chemistry, pubblicato la prima volta nel 1975, e il Journal of Mathematical Chemistry, pubblicato la prima volta nel 1987.
I modelli fondamentali per la chimica matematica sono i grafi molecolari e gli indici topologici.